# 캔디스 오언스
캔디스 오언스(Candace Owens, 1989년 4월 29일 ~ )는 미국의 보수 성향 정치 평론가, 인플루언서, 사회자, 작가, 사회운동가이다. 친 도널드 트럼프 성향의 공화당원이며 Black Lives Matter 반대자이다.